# École élémentaire de Palilula
L'école élémentaire de Palilula (en serbe cyrillique : Палилулска основна школа ; en serbe latin : Palilulska osnovna škola) est située à Belgrade, la capitale de la Serbie, dans la municipalité urbaine de Stari grad. Construite en 1894, elle est inscrite sur la liste des biens culturels de la ville de Belgrade.

## Présentation
L'école élémentaire de Palilula, située 41 rue Takovska, a été construite en 1894, sur les plans de l'architecte Milan Antonović dans le style académique du XIXe siècle. Bâtie un an après l'école élémentaire de Dorćol, elle marque l'appropriation totale par les architectes serbes des principes architecturaux européens dans la conception des écoles.
Le bâtiment a été construit à l'angle de trois rues et dispose d'une vaste cour ; il se caractérise par une forme rectangulaire avec des avancées légèrement symétriques sur la cour. Il est doté d'un rez-de-chaussée et de deux étages, composés de matériaux traditionnels et organisés selon le principe d'une école à aile unique, avec des couloirs donnant sur la cour et des salles de classe donnant sur la rue. La façade sur rue, symétrique, est conçue autour d'une avancée un peu plus haute que le reste de la construction. L'édifice possède deux escaliers accessibles par la cour et distribués à chaque angle de l'avancée centrale. La façade principale est dotée de deux entrées identiques. Bien que l'école ait été construite en 1894, elle dispose de nombreuses installations modernes, comme le chauffage central diffusé par des conduites de ventilation.